# 长江镇烈士纪念碑
长江镇烈士纪念碑，位于中国广东省韶关市仁化县长江镇高岗庙（又名高岗寨），为仁化县的一个县级文物保护单位，类型为近现代重要史迹及代表性建筑，公布时间为1989年6月3日。
长江镇烈士纪念碑建成于1967年5月1日。